# Charles Erskine, 4. Baronet
Sir Charles Erskine, 4. Baronet (* zwischen 1700 und 1709; † 2. Juli 1747 bei Lauffeldt, Flandern), war ein schottisch-britischer Adliger und Offizier.

## Leben
Er war der älteste Sohn des Sir John Erskine, 3. Baronet, aus dessen Ehe mit Catherine St. Clair, Tochter des Henry St Clair, 10. Lord Sinclair.
Beim Tod seines Vaters erbte er 1739 dessen 1666 in der Baronetage of Nova Scotia geschaffenen Adelstitel als 4. Baronet, of Alva.
Er diente als Offizier in der British Army und erreichte den Rang eines Majors des His Majesty’s Royal Regiment of Foot. Mit diesem nahm er unter anderem am Österreichischen Erbfolgekrieg teil und fiel in dessen Verlauf am 2. Juli 1747 in der Schlacht bei Lauffeldt.
Aus seiner 1743 geschlossenen Ehe mit Henrietta Fraser hinterließ er eine Tochter, aber keine Söhne, sodass sein Adelstitel an seinen jüngeren Bruder Henry fiel.